# 大藤谷川
大藤谷川（おおとたにがわ）は、徳島県を流れる吉野川水系の河川である。

## 地理
徳島県三好郡東みよし町の水源から東みよし町・美馬郡つるぎ町を経て吉野川の支流である半田川へ合流する。
流域には旧半田町と三加茂町との町境にかかる土々呂の滝があり、その周辺は土々呂の滝親水公園となっている。また下流部では徳島県道258号小谷西端山線と並行に流れている。

## 自然景勝地
- 土々呂の滝
- 十輪寺の滝

## 流域の自治体
徳島県
三好郡東みよし町、美馬郡つるぎ町